# ابتدای دوران مدرن اروپا

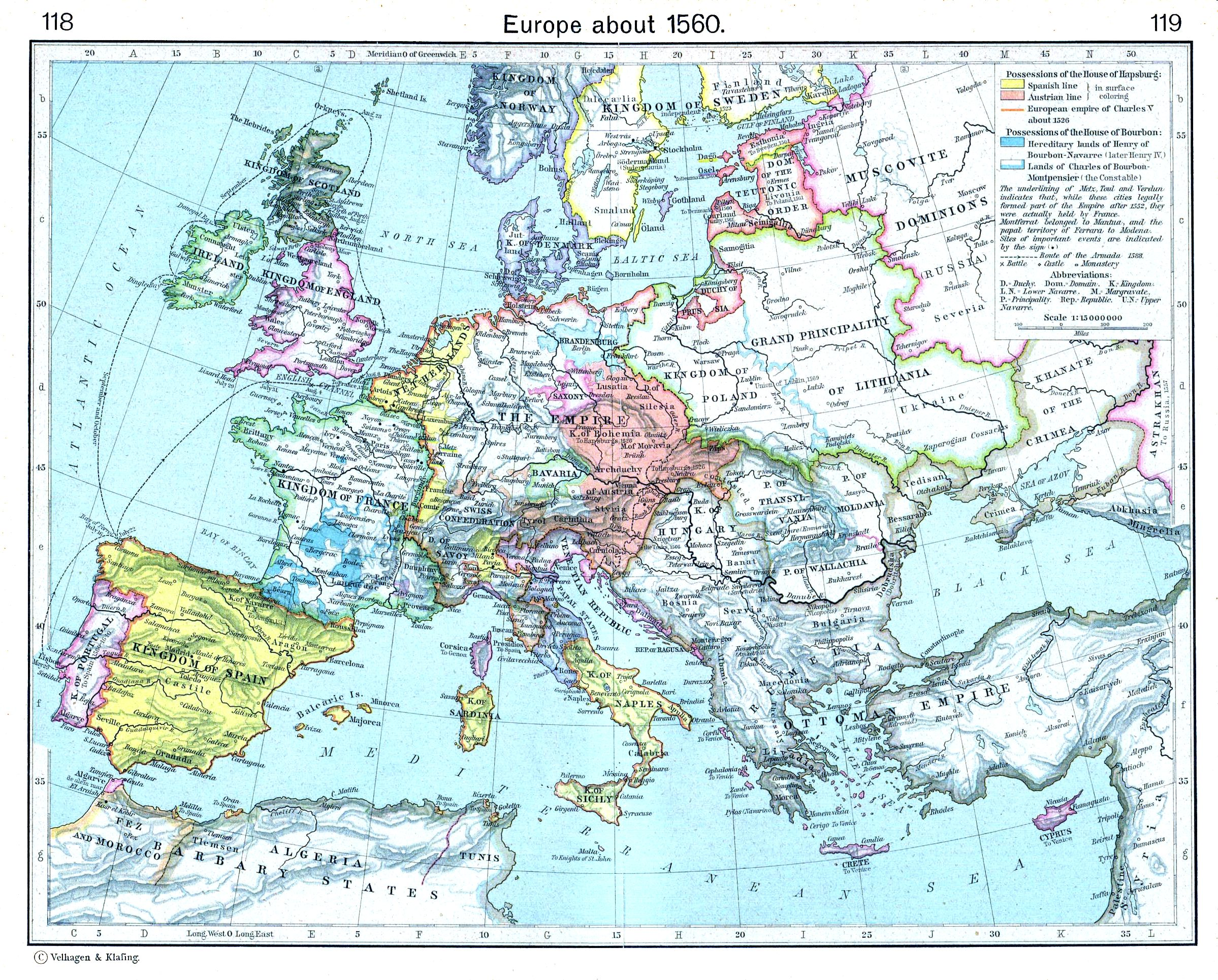
نقشه اروپا در سال ۱۵۶۰

قرون جدید پس از قرون وسطی (سال‌های ۵۰۰ تا ۱۵۰۰ میلادی)، دوره تازه‌ای در تاریخ اروپا پدید آمد که به قرون جدید معروف است. از حدود سال ۱۵۰۰ تا ۱۸۰۰ میلادی را قرون جدید می‌گویند. علت این نامگذاری این است که در این زمان وضع مذهبی، سیاسی، اجتماعی، اقتصادی و فرهنگی در اروپا نسبت به قبل تغییرات مهمی‌کرد و عصر جدیدی در تاریخ این قاره آغاز شد. قرون جدید تقریباً هم زمان با تاریخ ایران در دوره‌های صفویه، افشاریه و زندیه بود.

## تحولات مذهبی
در قرون وسطی، رهبران مسیحیت کاتولیک که در راس آن‌ها پاپ قرار داشت، از آموزه های  عیسی  فاصله گرفته بودند و در تمام امور سیاسی، اجتماعی، فرهنگی و حتی اقتصادی نقش مهمی داشتند. به تدریج، افکار جدیدی شکل گرفت و افرادی پیدا شدند که مخالف و معترض سلطه بی چون و چرای کلیسا و پاپ بودند و اصطلاحاتی را پیشنهاد کردند. این افراد را پروتستان، یعنی اعتراض‌کننده نامیدند. این تحولات باعث شکل‌گیری مذهب پروتستان و بروز جنگ‌های مذهبی شدیدی در اروپا شد.

## رشد علم و صنعت و پیدایش استعمار
از دیگر ویژگی‌های قرون جدید، پیشرفت علوم تجربی و توسعه اختراعات در اروپا بود. اروپاییان که قبلاً دانش‌های بسیاری از مسلمانان فرا گرفته بودند، در این زمان به دلیل تحولات فکری و فرهنگی، قدم در راه پیشرفت علمی و صنعتی نهادند. در اواخر قرون جدید (قرن ۱۸ میلادی)، اختراعات صنعتی رشد یافت و ماشین‌ها و ابزارهای جدیدی جای کارگاه‌ها و وسایل دستی را گرفت. میزان تولید کالاها چند برابر شد و در نتیجه، تجارت گسترش یافت. این تحول، انقلاب صنعتی نام گرفت. با وقوع انقلاب صنعتی، توجه کشورهای اروپایی به سوی مناطقی از جهان که دارای مواد اولیه صنعتی یا بازار مصرف برای کالاهای تولید شده در اروپا بودند، جلب شد و همین امر به تدریج زمینه استعمارگری اروپاییان را فراهم کرد. اسپانیا و پرتغال اولین کشورهای استعمارگر بودند.

## تحولات اجتماعی و سیاسی
در قرون جدید، تغییراتی نیز در زمینه نقش مردم در سرنوشت خودشان و رابطه آن‌ها با حکومت‌ها ایجاد شد؛ مثلاً در اوایل قرن هجدهم حکومت انگلستان، از سلطنت استبدادی که در آن پادشاه همه کاره کشور بود، به سلطنت مشروطه تبدیل و دارای مجلس نمایندگان شد. در اواخر قرن هجدهم نیز ساکنان آمریکاعلیه سلطه انگلستان دست به شورش زدند و به استقلال رسیدند. هم چنین، مردم فرانسه ضد حکومت لویی شانزدهم قیام کردند و موفق به برکناری او شدند. این قیام انقلاب کبیر فرانسه نام گرفت. امپراتوری مسلمان عثمانی نیز که تا قرن هجدهم قدرتی مهم در آسیا و اروپا محسوب می‌شد، بر اثر توطئه و تهاجم نظامی دولت‌های اروپایی ضعیف شد و قسمت‌هایی از قلمرواش را در اروپا از دست داد.